# Chef Miko

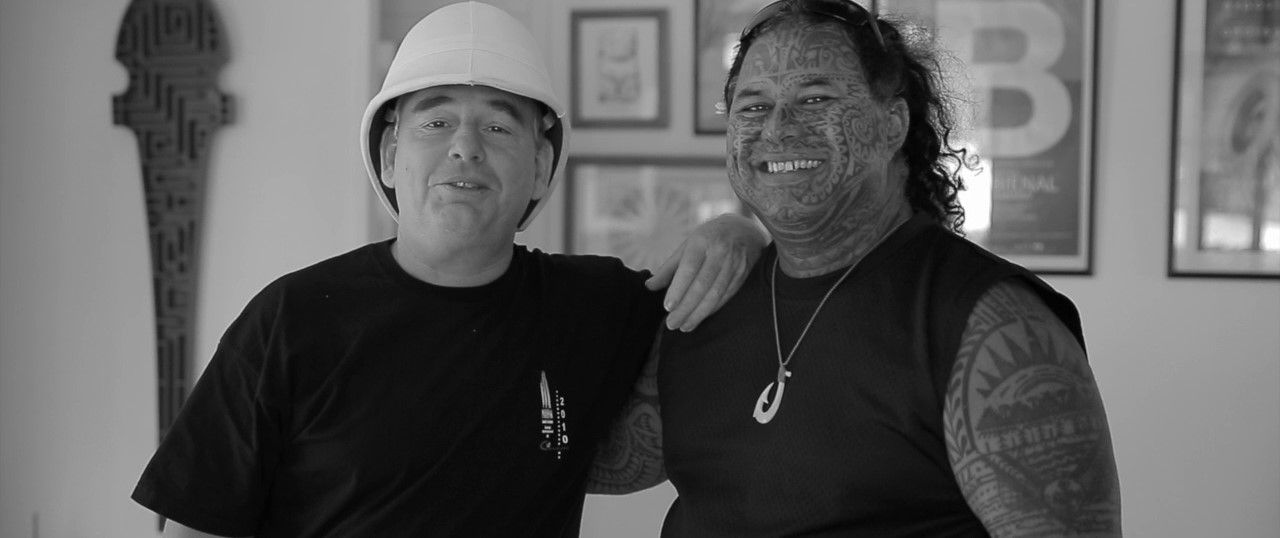
Andreas Dettloff en Chief Miko in de documentaire Miko the Clairvoyant Chief

Michel Pouira Krainer, bekend als Chief Miko, (Papeete, 3 april 1959) is een Frans-Polynesisch spreker, beeldhouwer, traditionele navigator, muzikant, danser, zanger, traditioneel chef en activist. Hij speelde een belangrijke rol in de Polynesische culturele heropleving, vooral in de heropleving van Polynesische tatoeages. 

## Jeugd en opleiding
Zijn grootvader adopteerde de jonge Michel op de dag dat hij werd geboren. Hij bracht een gelukkige jeugd door in Arue, tussen de bergen en de lagune.  Hij was een goede leerling, naar zijn zeggen de enige in zijn klas is die zijn schoolcertificaat heeft behaald.

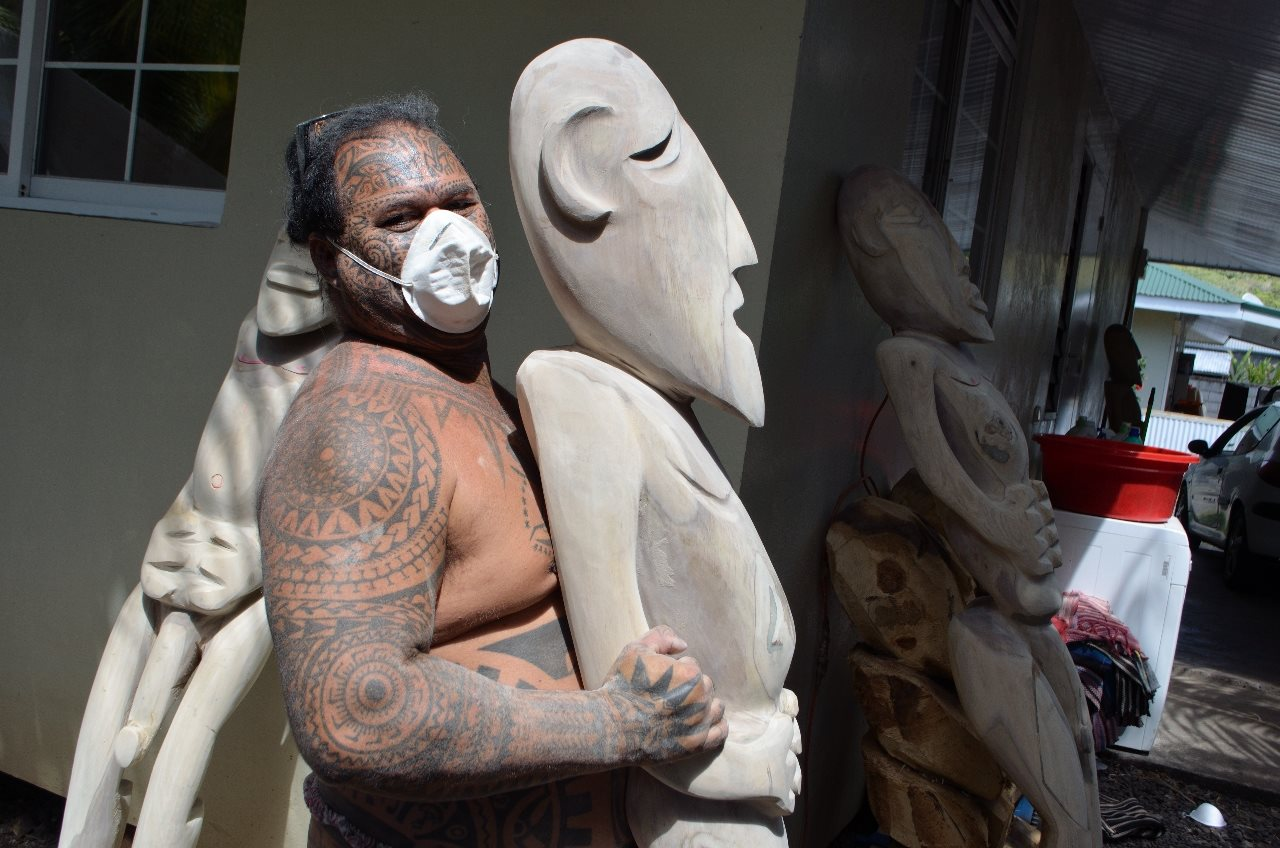
Chief Miko en zijn Tahitiaanse tiki's in zijn werkplaats in Pirae

Al op jonge leeftijd trainde zijn oom, de beeldhouwer Vaiere Mara, de jonge Michel in het zoeken naar materialen om mee te werken, maar ook in het houtsnijden met behulp van een guts en een hamer. In 1972 sloot hij zich aan bij Arue 's dansgroep Fetia, later omgedoopt tot Ahutoru Nui in 1989. Hij was twaalf jaar oud en de raatira (troepleider) Teipo Temaiana maakte gebruik van Michle's kennis om hem instrumenten te laten maken voor het collectief.

## Vertrek naar Hawaii
Rond deze tijd kreeg Michel te horen dat zijn vader kano's aan het maken was in Honolulu, en hij ging op zoek naar hem daar. Na een jaar gewijd te hebben aan het leren van de taal, keerde hij terug naar de middelbare school op Oahu. Hij werd geadopteerd door een kunstenaarsfamilie uit Waikiki.  Als een van de oprichters van de Polynesische reisorganisatie,  werkte de vader, Billy Richmond, vervolgens op de bouwplaats van de Hokule'a-kano.

### Traditionele navigatie
Na het baccalaureaat behaalde Michel Pouira Kreiner zijn diploma boomverzorger. Hij richtte een snoeibedrijf op, Genesis Tahitian Tree Service. Nadat hij grote contracten in Californië had binnengehaald, had hij al snel een tiental mensen in dienst. In 1990 werd de jonge Michel Pouira Kreiner dollarmiljonair. Vervolgens organiseerde  hij grote Polynesische festivals. In 1992 nam hij  deel aan de oprichting van de organisatie Nā Kalai Wa'a Moku o Hawai'i. Vanaf 1994 begonnen ze aan een ambitieus project : een traditionele kano van ruim 16 meter, Makali'i.  Het project eindigde met een drie maanden durende navigatie naar het eiland Mau Piailug, Satawal. Michel Pouira Kreiner, de enige Polynesiër aan boord van een bemanning bestaande uit Micronesiërs, zette de reis enkele maanden voort en bezocht de hoeken en gaten van deze ontoegankelijke archipel.
In 1999, terug op Oahu, verwelkomde Michel de Te Aurere-kano. Vervolgens ontmoette hij de traditionele tatoeëerder Purotu, een lid van de crew, en besloot om zijn hele lichaam op ouderwetse wijze te laten tatoeëren, met behulp van kammen. Hij noemde  zichzelf vervolgens Chief Miko  Hij liet het beheer van zijn bedrijf over aan zijn zoons en stortte zich halsoverkop op wat hij als een missie beschouwde; het beschermen en bevorderen van de voorouderlijke cultuur, die hij beschouwt als een erfgoed dat met uitsterven bedreigd is.
De organisatie Nā Kalai Wa'a Moku o Hawai'i verbond zich er vervolgens toe om Mau Piailug een traditionele kano aan te bieden, om hem te bedanken voor de hulp die hij had geboden bij de talrijke tochten aan boord van de Hokule'a-kano. Chief Miko nam deel aan de bouw van dit project genaamd Alingano Maisu. Volgens de instructies van Mau Piailug  werd de boeg van de kano versierd met een beeldhouwwerk van een albatros, een symbool van de band die de volkeren van de Stille Oceaan verenigt. De kano werd geschonken aan Mau Piailug tijdens Hōkūle'a 's reis "Kū Holo Mau" in 2007. Miko stuurde zelf de kano naar het eiland Satawal, waar Mau Piailug op 18 maart 2007 een traditionele Pwo-ceremonie voor de navigators leidde, wat al 56 jaar niet meer was gebeurd. Vijf Hawaiianen en elf anderen werden ingewijd als meester-navigator, waaronder Mau's zoon, Sesario Sewralur  de huidige kapitein van de kano Alingano Maisu.

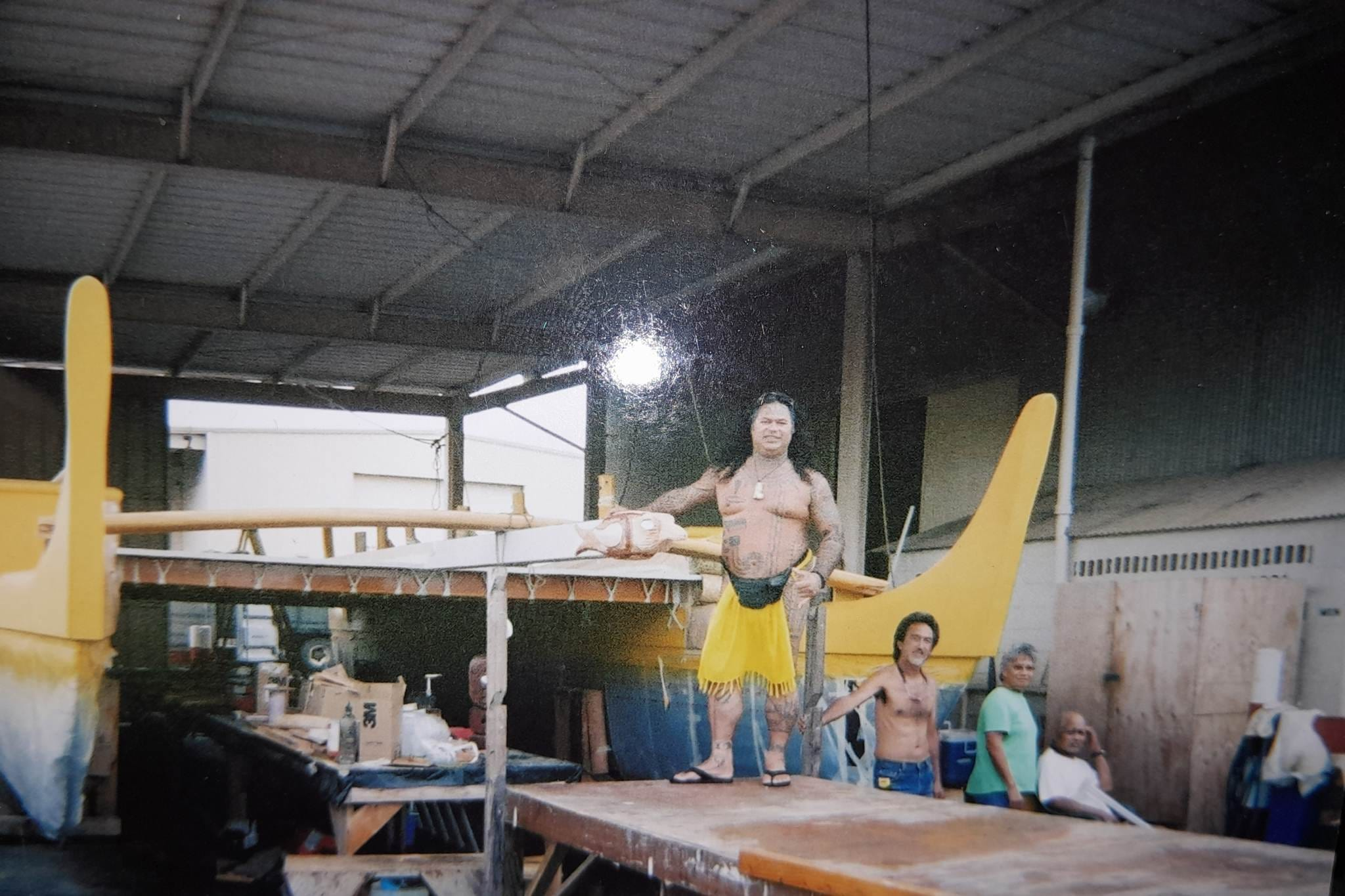
Chef Miko op de bouwplaats van de Alingano Maisu-kano in 2006
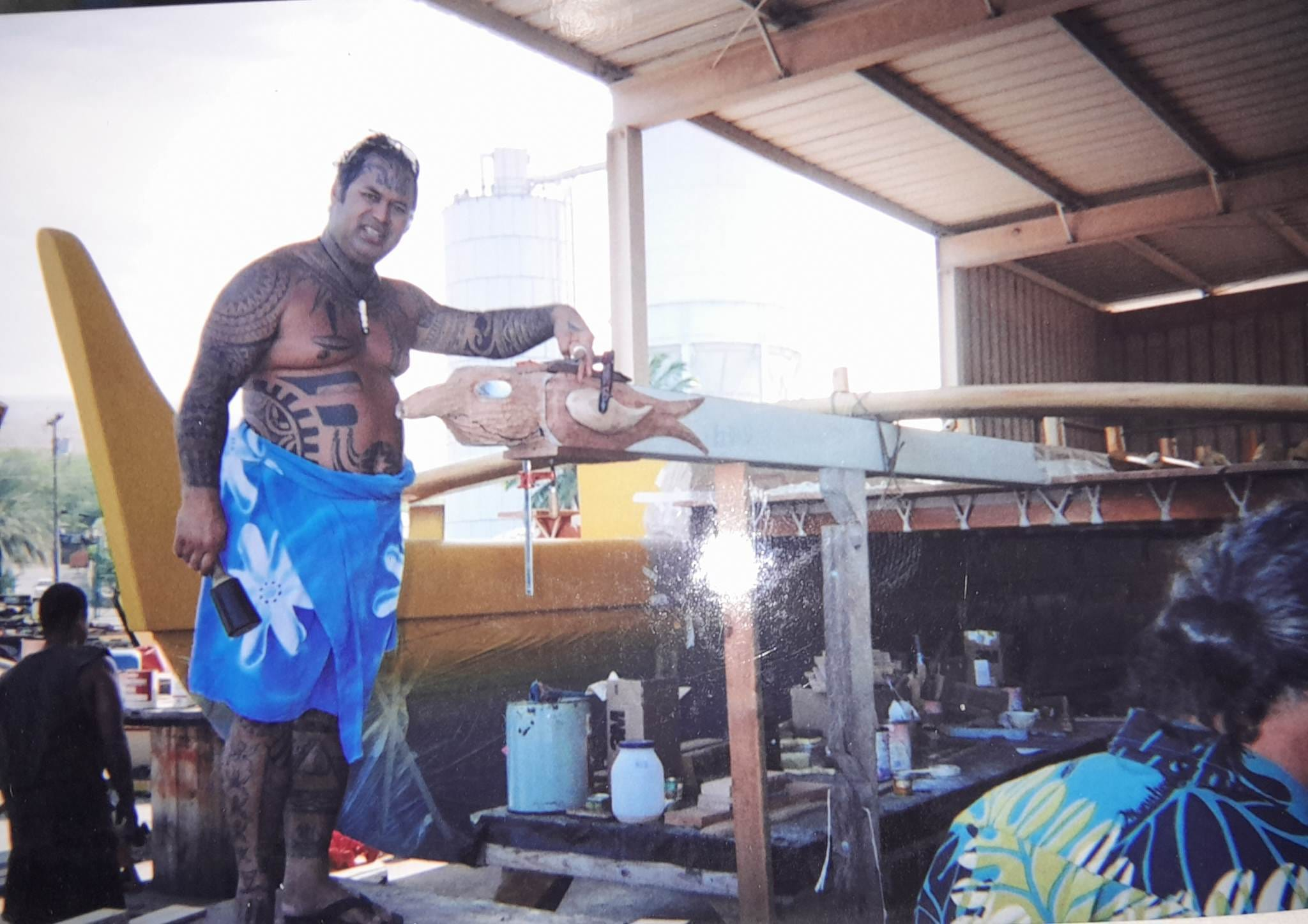
Chief Miko en de gebeeldhouwde albatros op de boeg van de Alingano Maisu-kano
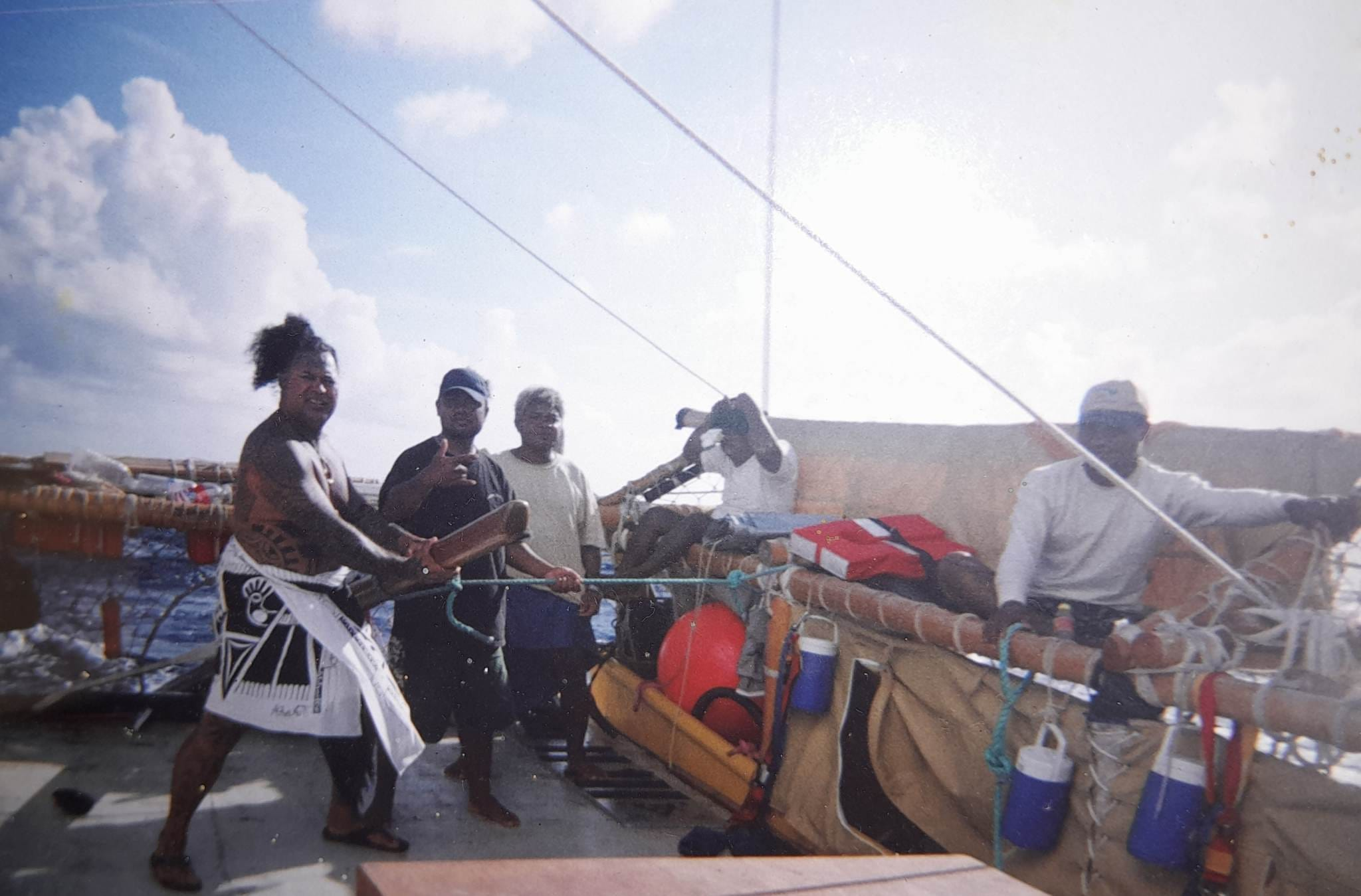
Chief Miko bestuurt de kano Alingano Maisu tijdens een reis tussen Palau en Yap
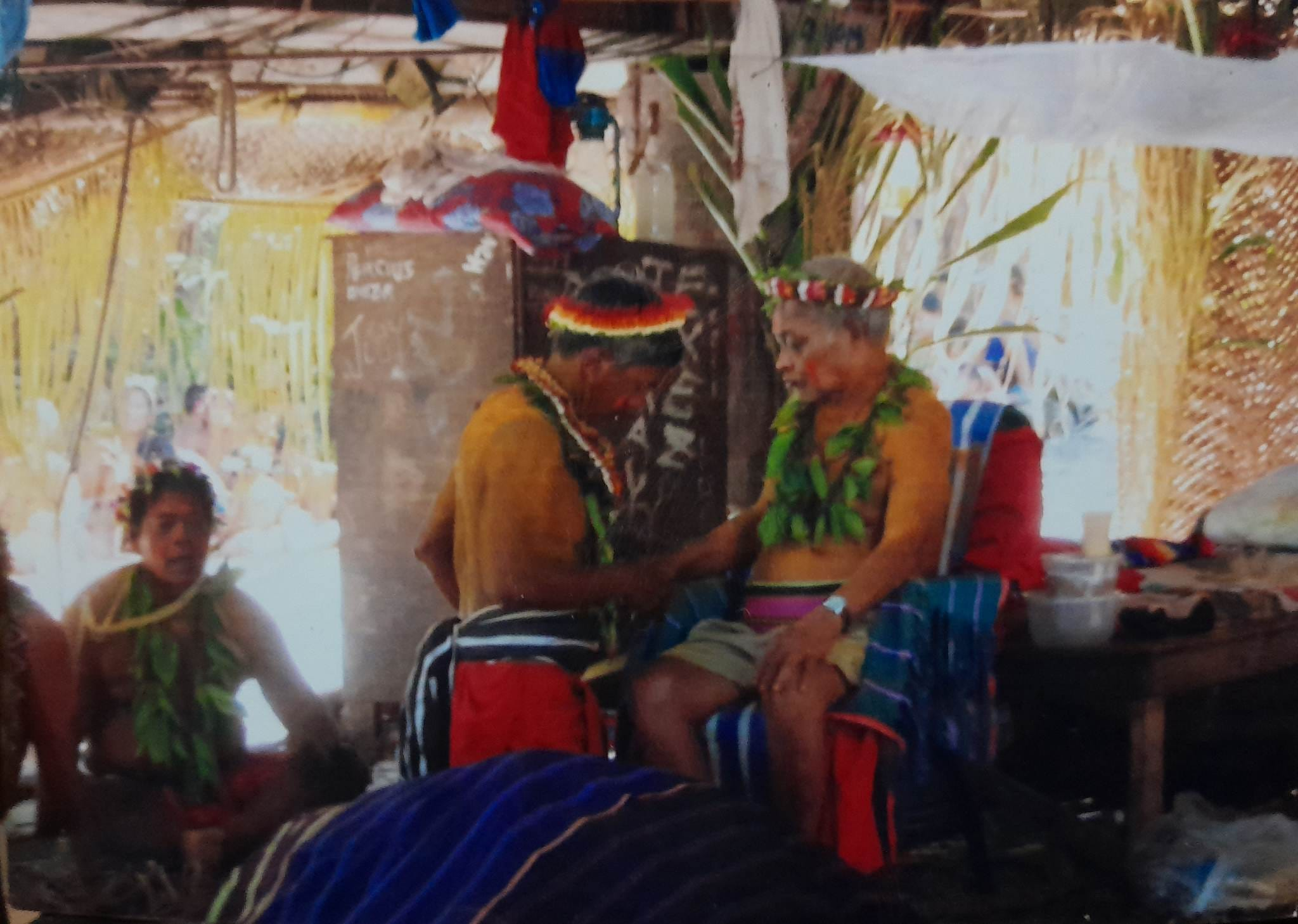
Mau Piailug tijdens de pwo-ceremonie in Satawal
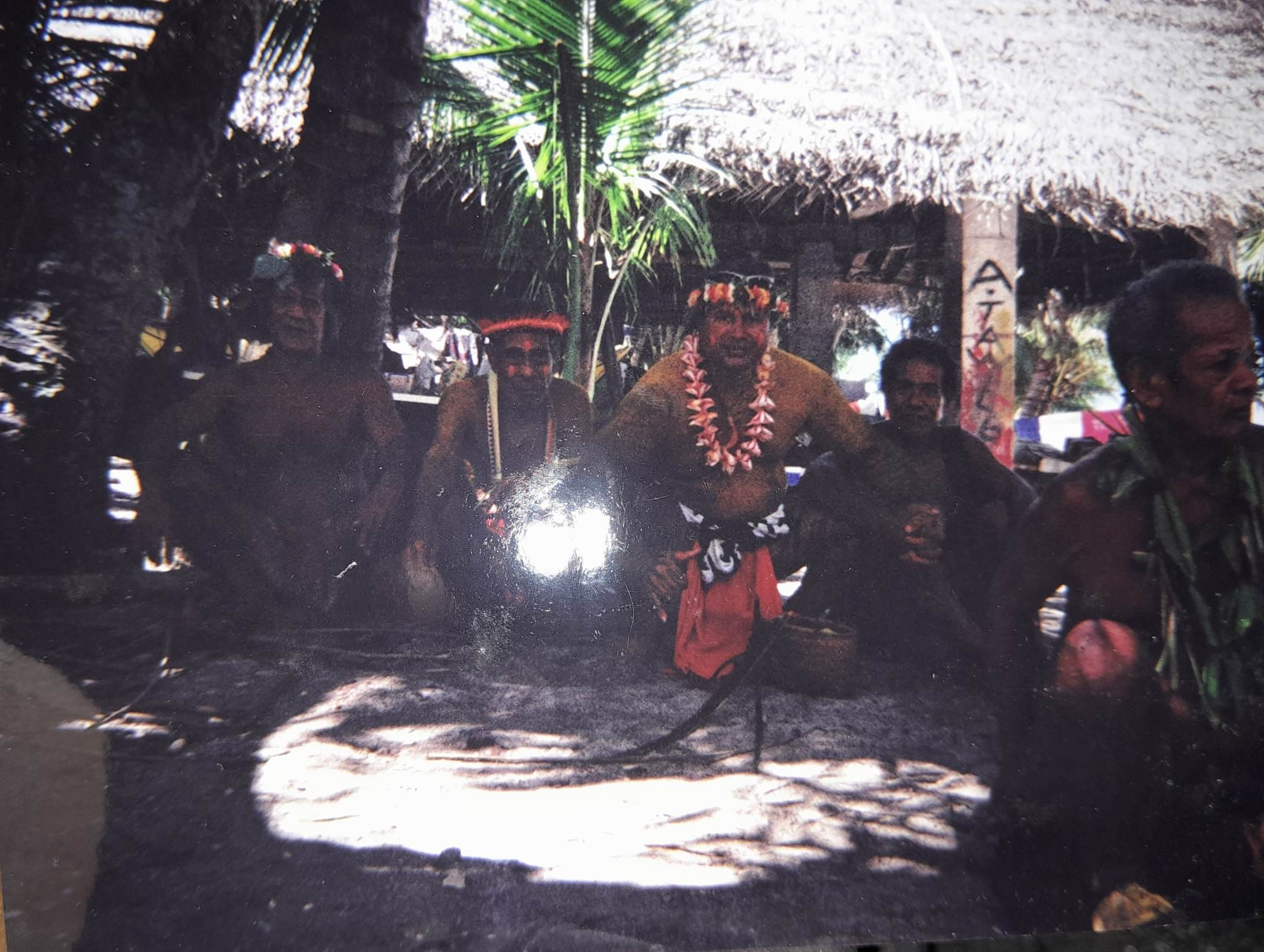
Chief Miko omringd door Micronesische navigators tijdens de Stawal Pwo-ceremonie
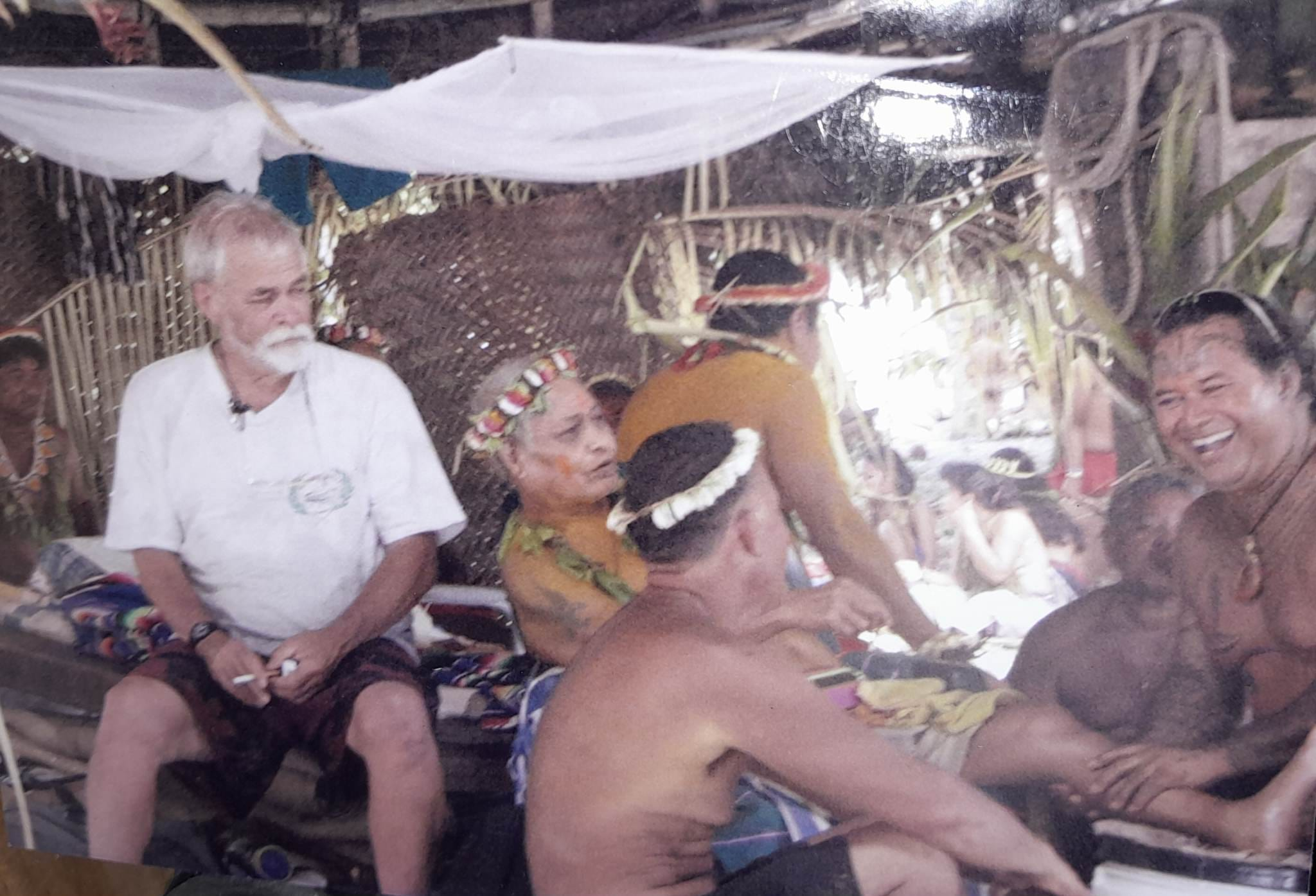
Chief Miko masseert de voeten van Mau Pailug

## Terugkeer naar Tahiti
Chief Miko keerde in 2008 terug naar Tahiti, na meer dan 25 jaar op Hawaï. Hij werd raatira (leider) van de orero (sprekers) van de Heikura Nui-groep. Met Heikura Nui wonnen ze twee grote prijzen op Heiva i Tahiti. Zonder schriftelijke eigendomsakte koos hij ervoor om zich te vestigen op het land van zijn voorouders van vaders kant in Arue, in een traditioneel bamboehuis met een grote moestuin. Daar hakte hij hout en maakte Tahitiaanse medicijnen met de geneeskrachtige planten die hij verbouwde. Op 24 juni 2013 beval de rechtbank van Papeete zijn uitzetting. Chief Miko moest een modern huis betrekken. Daar ging hij de uitdaging aan om grote houten Tahitiaanse tiki's voor de Chinese markt  te maken.

## Teroronui Centrum voor Hedendaagse Creatie in Papeete
In 2014 sloot Miko zich aan bij het CCCTP-collectief Centre de Création Contemporaine Teroronui de Papeete, een transdisciplinair collectief onder voorzitterschap van Jonathan Bougard, wiens doel het was om te werken aan de bestendiging van lokale culturen en tegelijkertijd de relatie met  moderne communicatiemiddelen te ondersteunen. Binnen dit collectief vond  Miko kunstenaars als Max Tohitika, Julien Magre, Massimo Colombini, Moana Heitaa en de beeldhouwers Pitore en Teva Victor. Ze exposeerden in het Maison de la Culture de Tahiti, Te Fare Tauhiti Nui en vervolgens aan de Universiteit van Frans-Polynesië. 
Naast de tentoonstelling van schilderijen, sculpturen, Oost-Indische inkten, worden er happenings en live creaties georganiseerd: Chief Miko beeldhouwde live met een kettingzaag, daarna volgen traditionele tattoo-sessies met een kam, en een seminarie rond deze aspecten.

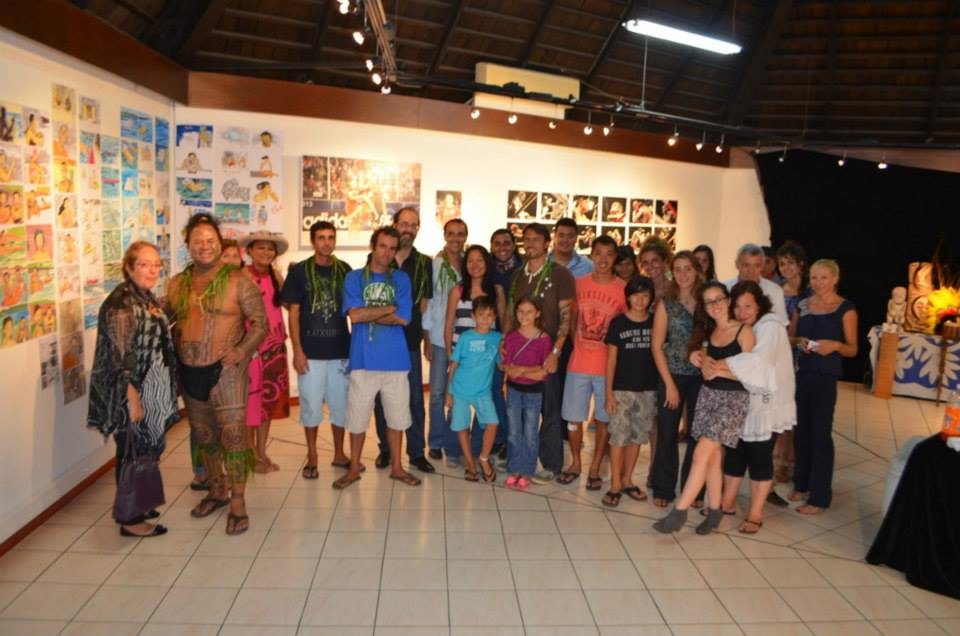
De CCCTP-tentoonstelling in het Tahiti House of Culture in 2014
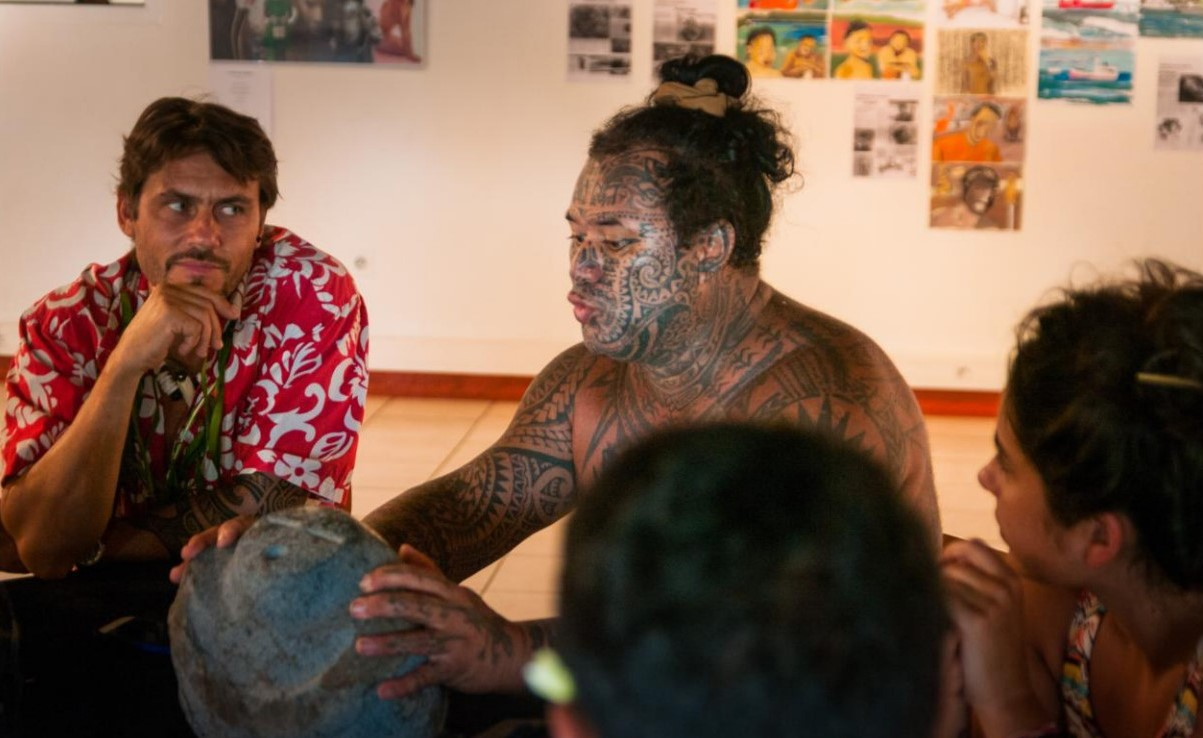
Chief Miko en Teva Victor in 2014
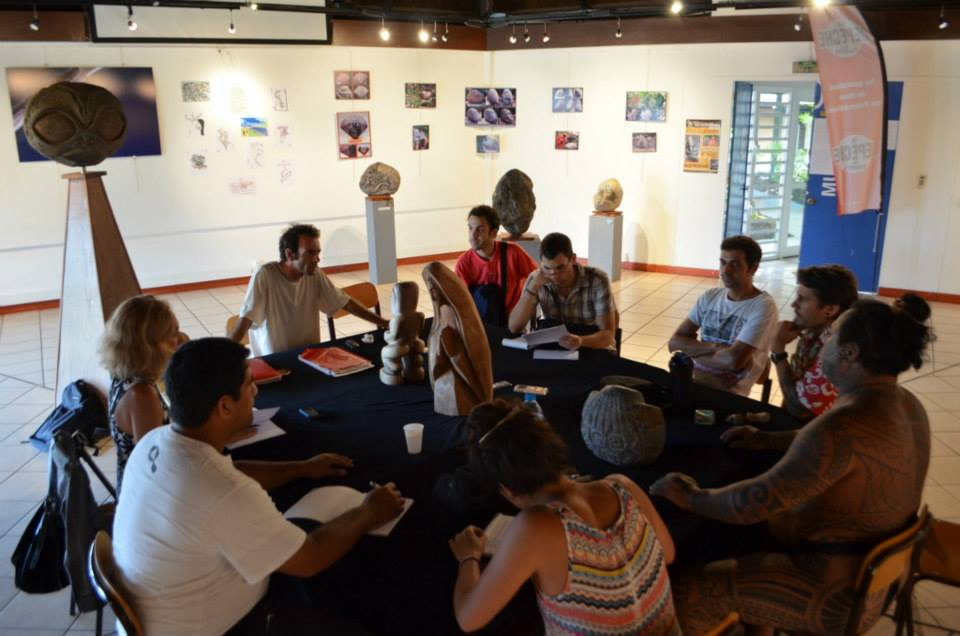
Een CCCTP-bijeenkomst

### Polynesische koninkrijk Atooi
Chef Miko voeltde zich te beperkt in dit institutionele kader. Binnen het Polynesische koninkrijk Atooi, geregeerd door koning Aleka, veranderde hij in een echte activist en ging hij een openlijk conflict aan met de lokale en Franse autoriteiten. Hij haalde de krantenkoppen van het Polynesische nieuws met de bezetting van de Arahurahu-marae van Paea waarvan ook het eigendom werd geclaimd, en wekte de vijandigheid op van een deel van de Polynesische bevolking, die niet wil terugkeren naar de tijd van de voorouders.

## Videografie
Chief Miko speelt een rol in de documentaire Tatau, la culture d'un art, geregisseerd in 2014 door Jean-Philippe Joaquim. SCAN-prijs in 2015 op het Oceanian International Documentary Film Festival (FIFO).
In 2017 is Chief Miko het onderwerp van een documentaire, mede geregisseerd door Jonathan Bougard en Jean-Philippe Joaquim, Miko, de helderziende chef-kok. Geproduceerd door Emotion films en uitgezonden op TNTV, werd deze film geselecteerd op het FIFIG - Festival International du Film Insulaire de Groix • Île de Groix (Frankrijk) in 2017. In de documentaire beoefent Chief Miko de oratorische kunst z die hij van Te Arapo heeft geërfd, en interacteert hij met de Duitse kunstenaar Andreas Dettloff. Ook zingt hij, begeleid op de ukelele door zijn jeugdvriend Michel Mara, de oudste zoon van de beeldhouwer Vaiere Mara.